# Hochschulverband für Informationswissenschaft
Der Hochschulverband für Informationswissenschaft Konstanz e. V. ist eine wissenschaftliche Fachgesellschaft der deutschsprachigen Informationswissenschaft. Seine Mitglieder kommen vornehmlich aus Deutschland, Österreich und der Schweiz.

## Gründung
Der HI wurde im Rahmen des ersten Internationalen Symposiums für Informationswissenschaft im Oktober 1990 an der Universität Konstanz gegründet. Zu den Gründern gehörten Professoren der deutschsprachigen Informationswissenschaft, darunter Norbert Henrichs (Düsseldorf), Jürgen Krause (Regensburg, später Bonn / Koblenz), Rainer Kuhlen (Konstanz), Wolf Rauch (Graz), Gernot Wersig (Berlin) und Harald Zimmermann (Saarbrücken).

## Ziele
In seiner Satzung hat sich der Verein „die Zusammenarbeit zwischen den informationswissenschaftlichen Ausbildungs- und Forschungsstätten und damit zusammenhängend den Wissens- und Technologietransfer zwischen Wissenschaftlern sowie Wissenschaft, Wirtschaft und Behörden“ zum Ziel gesetzt.
Als Hochschulverband hat er sich auch die Überarbeitung und Abstimmung informationswissenschaftlicher Curricula zur Aufgabe gemacht.

## Aktivitäten
Zu den wichtigsten Aktivitäten gehören
- die Organisation des Internationalen Symposiums für Informationswissenschaft, das seit 1990 regelmäßig stattfindet, 2025 in Chemnitz[2],
- die Herausgabe der Schriftenreihe zur Informationswissenschaft, die im Werner Hülsbusch Verlag (vwh) erscheint und mittlerweile (Stand 2015) 63 Bände umfasst.[3] und
- die Vergabe des Gerhard Lustig-Preises für die beste informationswissenschaftliche Abschlussarbeit der beiden letzten beiden Jahre.

Ferner veröffentlicht der Verein regelmäßig Themenhefte der informationswissenschaftlichen Fachzeitschrift Information – Wissenschaft und Praxis (IWP).